# Coryphantha pallida
Coryphantha pallida är en kaktusväxtart som beskrevs av Nathaniel Lord Britton och Joseph Nelson Rose. Coryphantha pallida ingår i släktet Coryphantha, och familjen kaktusväxter.

## Underarter
Arten delas in i följande underarter:
- C. p. calipensis
- C. p. pallida

## Bildgalleri

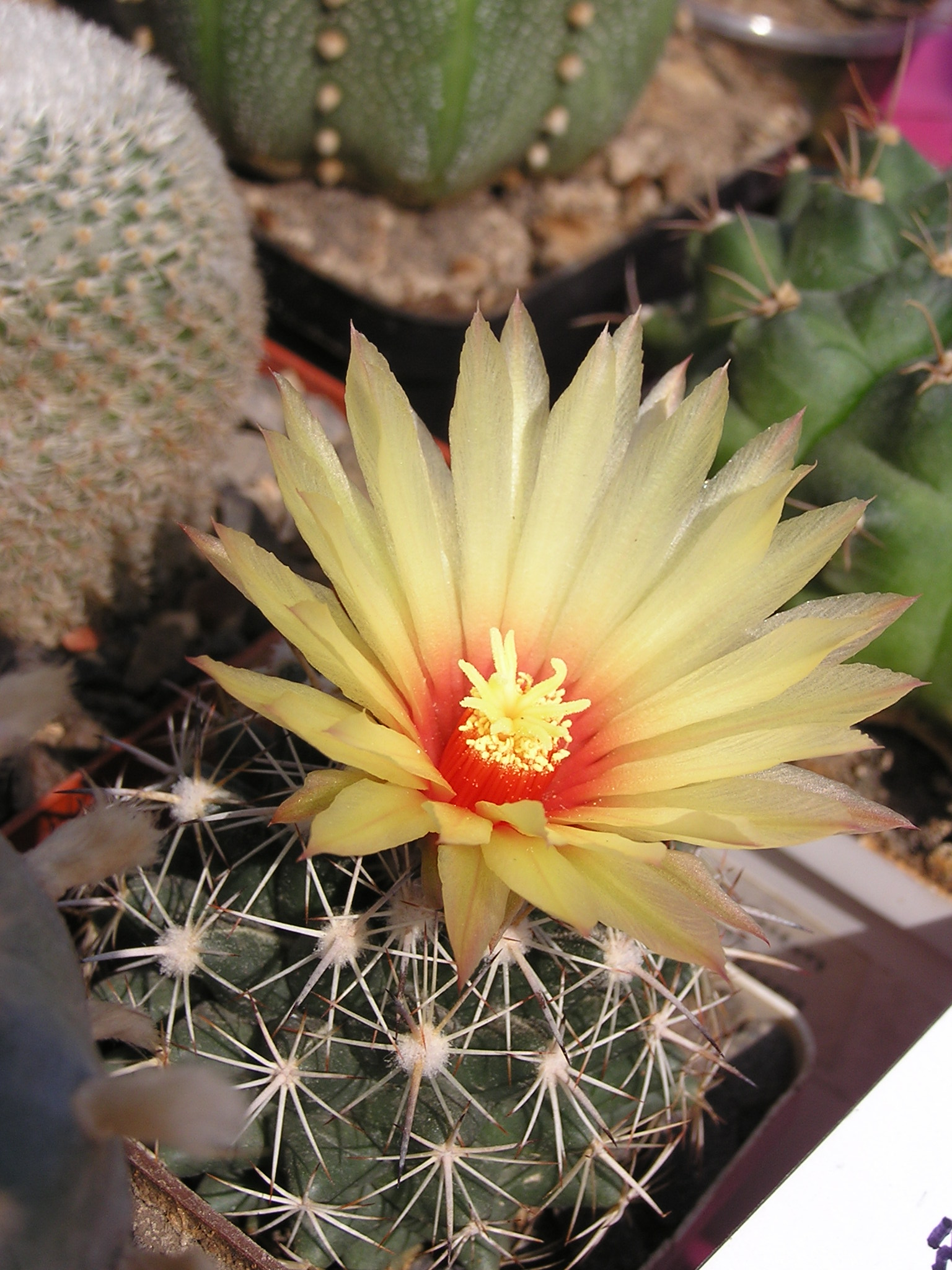